# 곤봉

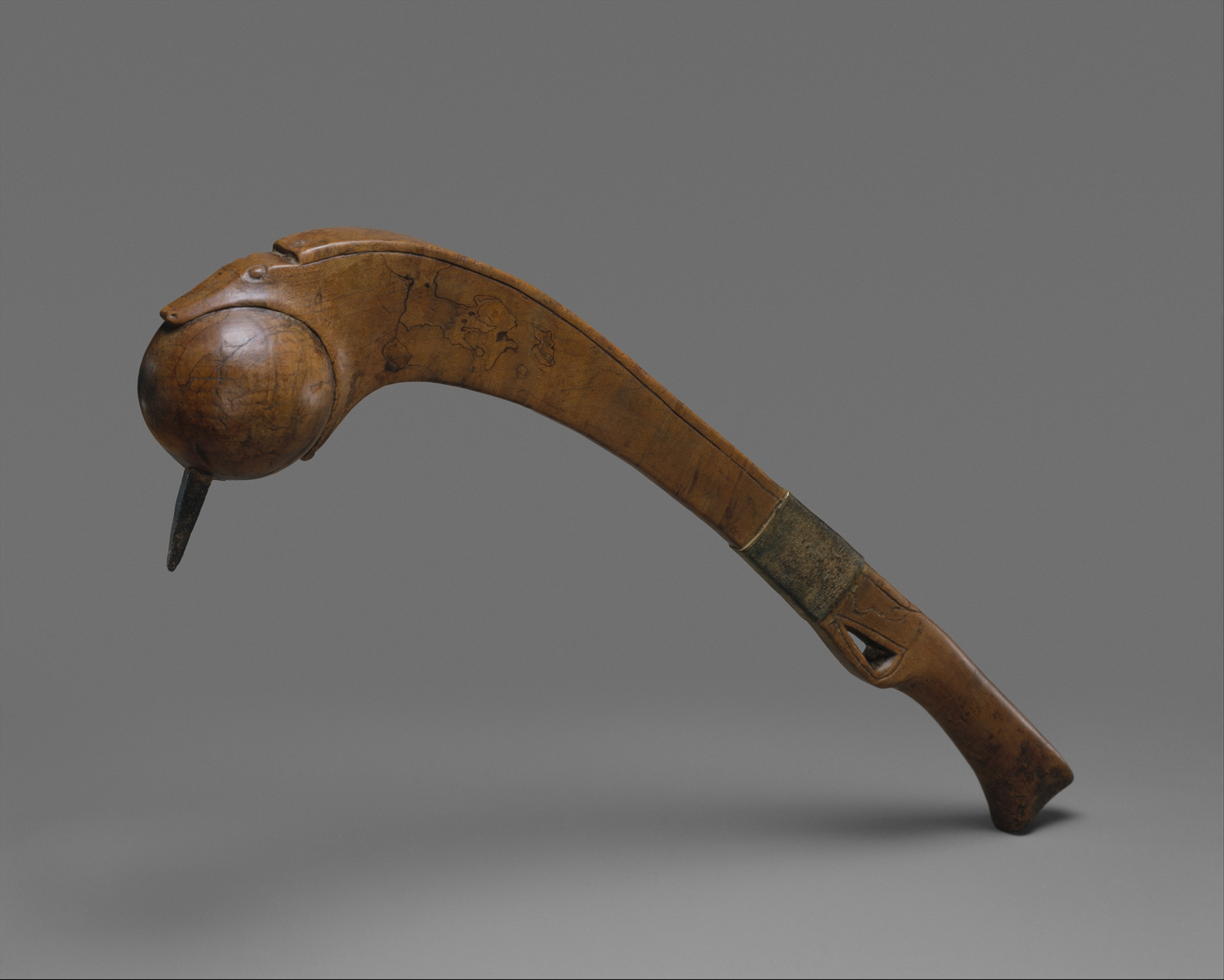

곤봉(棍棒)은 사람이 잡고 흔들어 움직이는데 적당한 굵기와 길이를 갖춘 둥근 막대기이다. 타격 무기로 취급되는 경우가 많다. 1 만 년 전 사냥꾼들과 채집 자들 무리의 선사 갈등의 현장으로 묘사 된 곳을 보면, 과거의 곤봉에 의한 무딘 외상 외상의 사례가 몇 가지 있다. 예를 들어, 케냐의 투르 카나 (Turkana)에 있는 나타루크(Nataruk) 현장에서 볼 수 있다.

## 같이 보기
- 몽둥이 전쟁